# Werner de Weerth (Politiker, 1741)

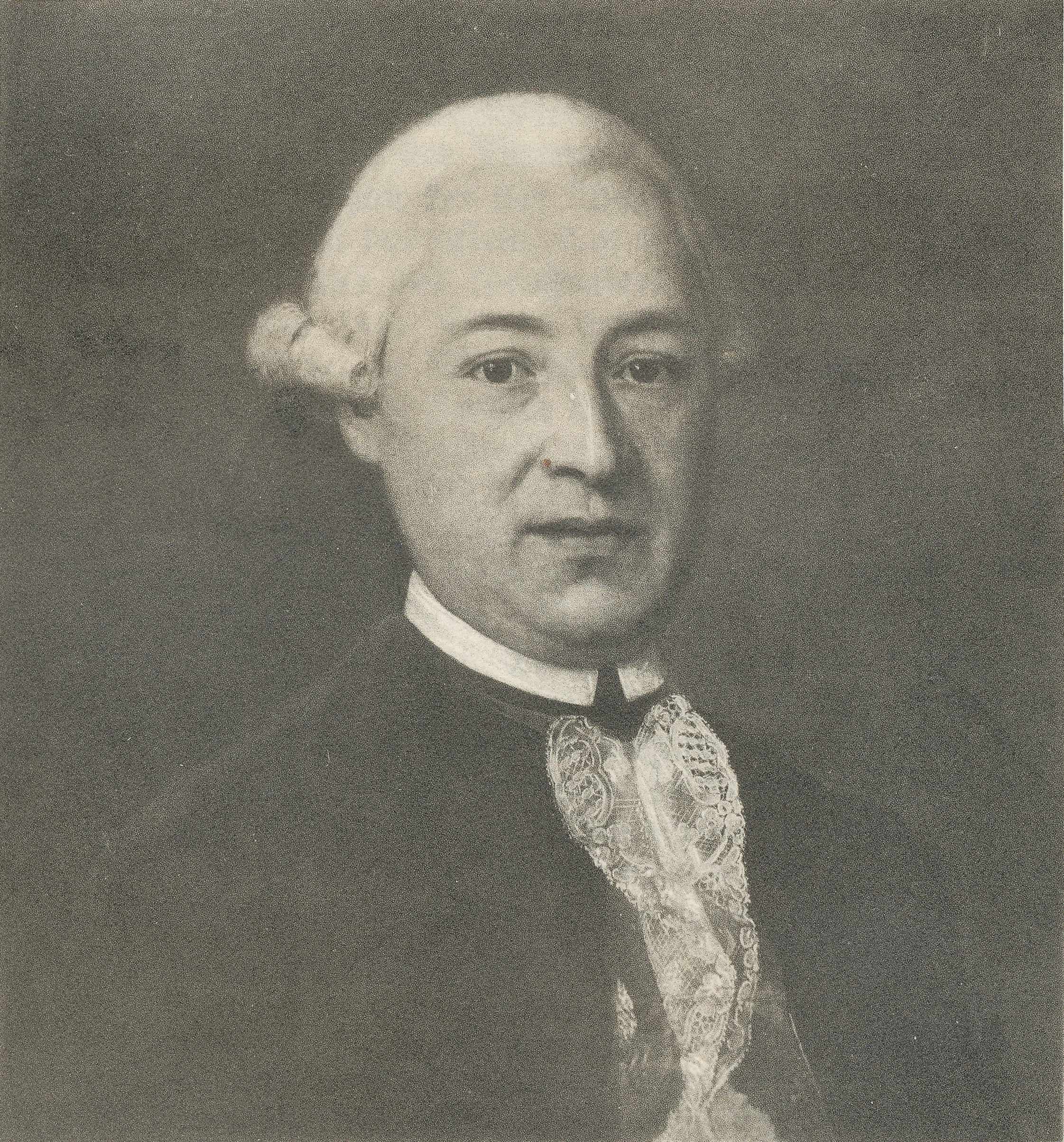
Werner de Weerth

Werner de Weerth (* 11. Juni 1741 in Elberfeld (heute Stadtteil von Wuppertal); † 8. November 1799 ebenda) war ein deutscher Politiker und in drei Legislaturperioden Bürgermeister der damals selbständigen Stadt Elberfeld.

## Leben und Wirken
De Weerth wurde als Sohn des ehemaligen Elberfelder Bürgermeisters Peter de Weerth (1694–1763) und seiner Frau Anna Christina Wichelhausen (1709–1751) geboren. Er selbst begann wie sein Vater als Kaufmann in Elberfeld und heiratete am 15. Dezember 1766 die Johanna Charlotta von Carnap (1744–1768), ihr Sohn war Peter de Weerth (1767–1855). Nach dem Tod seiner Frau, sie starb drei Tage nach der Geburt ihres Sohnes, heiratete Werner de Weerth 1769 ein weiteres Mal. Diesmal heiratete er die Susanna Maria Wilhelmina Siebel (1750–1784), mit der er fünf weitere Kinder hatte, von denen aber keines aus dem Kleinkindalter herauskam.
Werner de Weerth war Kaufmann und betrieb eine Firma, die er nach der Heirat seiner Schwester Anna Maria de Weerth (1735–1781) mit Reinhard Noot (1726–1809), dem Bürgermeister von 1764, zur Firma „de Weerth & Noot“ vereinigte. Er wurde 1767 zum ersten Mal zum Ratsverwandten gewählt und blieb dies bis 1769. Im Jahr 1770 wurde er dann erstmals zum Bürgermeister gewählt und im Jahr darauf wurde er Stadtrichter. Von 1772 war er erneut Ratsmitglied und blieb es diesmal bis 1778. Dann wurde er erneut zum Bürgermeister vorgeschlagen und erneut gewählt. Nachdem er 1780 erneut Stadtrichter gewesen war, war er von 1781 bis 1788 wieder Ratsverwandter. Im Jahr 1789 wurde er erneut, zum dritten Mal, Bürgermeister und im Jahr darauf wieder Stadtrichter. Danach war er noch bis 1794 Ratsverwandter in Elberfeld. Erst danach beendete er seine fast dreißigjährige politische Karriere.